# Casimir Delavigne
 (mai 2009).
Pour les articles homonymes, voir Delavigne.
Casimir Jean François Delavigne, né le 5 avril 1793 au Havre et mort le 11 décembre 1843 à Lyon, est un poète et dramaturge français.
Delavigne connaît la célébrité lorsque, après la défaite de Waterloo, il publie ses Premières Messéniennes : « Les pleurs qu’il répandit sur les généreuses victimes de Waterloo, l’anathème qu’il prononça contre les spoliateurs de nos musées, et les sages conseils qu’il donna à ses compatriotes sur le besoin de s’unir contre l’étranger, tous ces sentiments exprimés en vers énergiques, trouvèrent en France des milliers d’échos et rendirent le nom de l’auteur aussi populaire que s’il s’était signalé depuis longtemps ».

## Biographie

### Origines familiales
Il est le fils de Louis-Augustin-Anselme Delavigne, arpenteur géographe des forêts du Roi, comme ses ancêtres depuis 1600 et de son épouse Catherine Louise Le Conte. La chute de Louis XVI en août 1792 entraîne la fin de son emploi. Il a un frère aîné, Germain, et deux autres enfants naîtront ensuite : Louise et Fortuné.
En 1793, la famille part pour Le Havre, où Anselme Delavigne devient armateur avec ses deux frères, Jean-Fortuné et César-Casimir. À cette époque existe une liaison maritime clandestine destinée à emmener des émigrés en Angleterre et, à l'époque des guerres de Vendée, à ramener quelques-uns d'entre eux en France afin de rejoindre les armées royalistes de Bonchamps et de La Rochejaquelein. Ces opérations sont très profitables car le passage coûte cher, mais les risques sont gros. Anselme Delavigne est arrêté et emprisonné le 5 avril 1793, jour de la naissance de Casimir. Son épouse trouve du secours auprès de son amie Mademoiselle Devienne, poétesse et artiste dramatique qui intervient auprès de Robespierre[réf. nécessaire].
Après cela, Anselme Delavigne devient un négociant estimé de ses concitoyens, comme le rapporte Le Mercure de Londres en 1834.
En 1802, il se lance dans la faïencerie. Il produit dans sa fabrique des assiettes et des plats décoratifs. Mais, en 1810, les affaires sont si désastreuses qu’il ferme la fabrique.

### Formation: le lycée Henri-IV
La famille réside au numéro 27, quai Sollier, dans le quartier Saint-François.
Casimir apprend à lire et à compter auprès de l’abbé Trupel, puis en 1801 il rejoint son frère à Paris, au lycée Henri-IV (où se trouve aujourd’hui un buste de Casimir Delavigne).
Durant ces années, il se fait remarquer — note son frère, qui en a été le biographe — par la bonté de son caractère et son application à l’étude. Bon écolier, il développe un goût pour la poésie vers l'âge de 14 ans.
Il devient aussi l'ami d'Eugène Scribe, avec qui il forme des plans d’avenir. Casimir veut être poète, tandis que Scribe se destine au barreau ; il deviendra en fait un auteur dramatique et compositeur d’opérettes, autrefois célèbre.
Les jours de liberté, Casimir est reçu chez son oncle Andrieux, avoué, ami de Crébillon, qui aime et cultive les belles lettres. Casimir lui ayant soumis ses premiers vers, il ne l'encourage pas du tout à poursuivre dans cette voie, mais plutôt à « se disposer à faire son droit ».

### Les débuts (1811-1815)

#### Le poème pour le roi de Rome
Alors qu’il est encore élève au lycée, la naissance du roi de Rome en 1811 lui offre l’occasion de manifester son talent. Il compose un « dithyrambe, renfermant des beautés poétiques de l’ordre le plus élevé:viii », écrit son frère. Son oncle Andrieux porte un jugement favorable sur ce travail et promet à Casimir de véritables succès.

#### Premier emploi
Arrivé à l'âge de la conscription, il est réformé en raison d’une légère surdité qui par la suite disparaîtra complètement. Son poème sur le roi de Rome ayant été remarqué par le comte Antoine Français de Nantes, directeur des Droits réunis (contributions indirectes), celui-ci offre à Casimir une pension sous couvert d'un petit emploi dont la seule obligation est de se présenter dans le service à chaque fin de mois. Il s’efforce de mériter cette faveur par ses réalisations.
En 1813, l’Académie lui reconnaît de brillantes qualités et accorde une mention honorable à son poème épique intitulé Charles XII à Narva.
Cette période est cependant marquée par les vicissitudes familiales dues à l'échec de l'entreprise paternelle. Germain et Casimir sont devenus les soutiens de la famille, venue s'installer à Paris, Rue des Rosiers, au coin de la rue Pavée. Ils hébergent aussi une tante, Mme Aupoix, sœur d’Anselme, accompagnée de deux serviteurs noirs, Rose et César, qui l’ont accompagnée depuis Saint-Domingue, et la nourrice du poète, nommée Babet. Fortuné est alors élève au lycée Napoléon.

#### Le poème sur lavaccine(1814)
L’année suivante, le sujet proposé par l'Académie est « La découverte de la vaccine ». Il tente de nouveau sa chance.
Il rencontre chez le comte Français le docteur Parisot, secrétaire perpétuel de l’Académie royale de médecine, qui fait lui aussi des vers, et qui lui donne les explications détaillées sur la question de la vaccination ; il l'emmène même vacciner dans les campagnes proches de Paris.
Le poème de Casimir explique très bien en 218 vers les effets des vaccins. Ces vers vont être très appréciés et utilisés dans les manuels scolaires de littérature choisie jusque dans les années 1940.
Extrait (14 vers) :
« Par le fer délicat dont le docteur arme ses doigts,
Le bras d’un jeune enfant est effleuré trois fois.
Des utiles poisons d’une mamelle impure,
Il infecte avec art cette triple piqûre.
Autour d’elle s’allume un cercle fugitif,
Le remède nouveau dort longtemps inactif.
Le quatrième jour a commencé d’éclore,
Et la chair par degrés se gonfle et se colore.
La tumeur en croissant de pourpre se revêt,
S’arrondit à la base, et se creuse au sommet.
Un cercle, plus vermeil de ses feux l’environne ;
D’une écaille d’argent l’épaisseur la couronne ;
Plus mûre, elle est dorée; elle s’ouvre, et soudain
Délivre la liqueur captive dans son sein ».
Le ton, considéré comme trop didactique, l’empêche d’avoir le prix, mais l’Académie lui décerne un accessit à l'unanimité.

#### LesMesséniennes

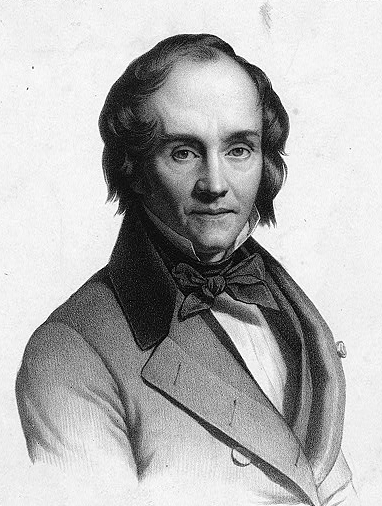
Casimir Delavigne.
Portrait par Marie-Alexandre Alophe d'après Henry Scheffer.

Cependant, les désastres de l’Empire ont commencé dès 1812 (retraite de Russie) et c’est avec douleur qu’il assiste à l’invasion de la France, à la chute de l’empereur (1814-1815) et à l'occupation de la France par des armées étrangères.
Après la défaite de Waterloo (18 juin 1815), il publie ses premières Messéniennes : Waterloo, Les Malheurs de la guerre, puis Jeanne d’Arc et La Mort de Jeanne d’Arc.
Le poète chante la gloire passée des vaincus, notamment des braves de la Vieille Garde. Il exprime les regrets qui sont au fond des cœurs et fait acte de courage en déclarant son opposition aux vainqueurs. Quand il voit le musée du Louvre dévasté par les envahisseurs étrangers, ses statues emportées comme butins de guerre, il proteste contre ces abus de la victoire et adresse de touchants adieux à ces merveilles des arts. Comme citoyen, il rappelle aux étrangers que même s'ils emportent des statues, ils ne peuvent pas emporter nos titres de gloire. Il acquiert alors une grande popularité et devient une sorte de poète de la patrie.
Après le départ des troupes étrangères, les rivalités de partis et des ambitieux menacent les libertés renaissantes. Celui qui avait rendu hommage aux morts de Waterloo lance un appel à l’union. Son dernier adieu aux armées qui quittent la France est un hymne à la concorde qui rend les peuples invincibles.
Les livres II et III des Messéniennes confortent sa popularité. Ils évoquent l’histoire de la Grèce antique, l'aventure de Christophe Colomb mais aussi des événements du début du XIXe siècle.

### La période de la Restauration (1815-1830)

#### Bibliothécaire de la Chancellerie
Après la chute de l’empereur que Casimir Delavigne avait résumée ainsi : « Napoléon a oublié ses origines. Fils de la Liberté (1789) tu détrônas ta mère », le comte Français est éloigné des affaires et Casimir perd son « emploi ». Mais le baron Pasquier, garde des Sceaux, ayant lu avec émotion le poème sur l’exil de Napoléon Ier, le fait lire au roi Louis XVIII, qui le trouve très beau. Il fait donc appeler l’auteur et crée pour lui la place de bibliothécaire de la Chancellerie. Casimir retrouve donc la liberté et la sécurité qu'il avait auparavant.

#### Les Vêpres siciliennes
En 1818, Casimir écrit une tragédie, les Vêpres siciliennes, qu'il présente au Théâtre-Français. Après deux ans d’attente, la lecture a lieu avec la défiance habituelle envers le coup d’essai d’un jeune homme. Un seul comédien, Thénard, trouve l’ouvrage intéressant et déclare : « J’y trouve la preuve que l’auteur un jour écrira très bien la comédie ». Casimir obtient une seconde lecture dont le résultat est le refus définitif (l’aréopage appelé à se prononcer ne l’admet qu’à condition que l’auteur n’exige jamais qu’elle soit jouée !). Une des actrices membre du jury donne pour raison de son refus qu’il serait scandaleux de mettre le mot « vêpres » sur une affiche de spectacle.
C’est à cette époque que Victor Hugo écrit dans la Gazette du Théâtre : « Casimir Delavigne – Comme auteur tragique, il a du mouvement et manque de sensibilité. Comme auteur comique a de l’esprit et point de gaieté ». Pour démentir ce jugement sévère, Casimir Delavigne publie trois mois plus tard Les Comédiens, une comédie vive et gaie qui sera jouée jusqu’en 1861.
En 1818, le Théâtre de l'Odéon ayant brûlé, le duc d’Orléans, futur roi Louis-Philippe, fait reconstruire la salle et lui accorde le privilège de « Second Théâtre-Français ». Un comité de lecture de gens de lettres reçoit alors avec ferveur les Vêpres siciliennes et il est décidé que parmi tous les ouvrages reçus, celui-ci serait le premier joué au théâtre de l’Odéon. La première représentation a lieu le 23 octobre 1819 et c'est un triomphe : la pièce attire un public considérable pendant trois cents représentations, confirmant le choix du comité de lecture. Le théâtre encaisse plus de 400 000 francs lors des 100 premières représentations, une somme considérable à cette époque.

#### Bibliothécaire du Palais-Royal

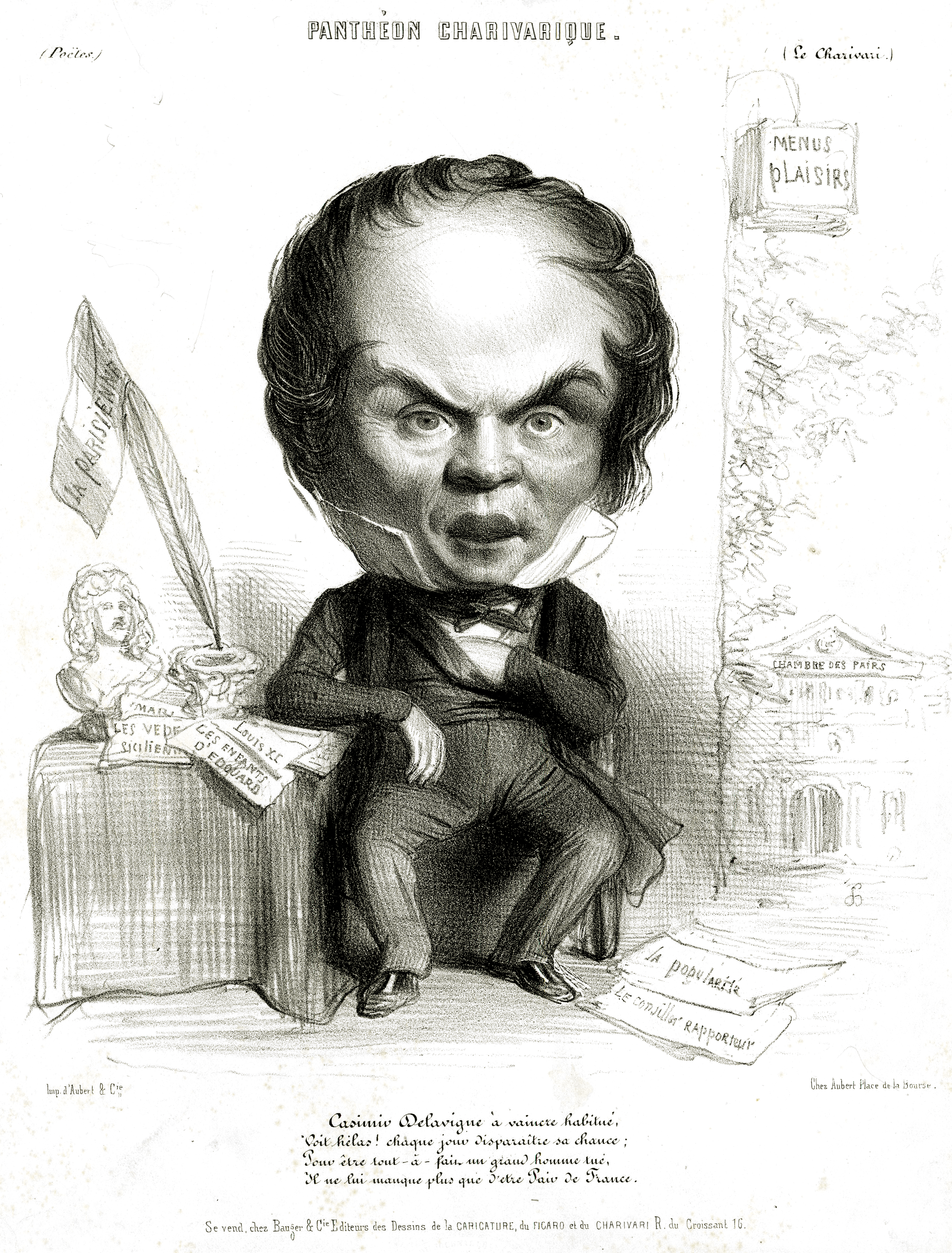
Caricature de Delavigne par Benjamin Roubaud.

En 1821, pendant qu’il poursuivait sa carrière laborieuse avec Le Paria, les événements politiques marchaient très vite. Le ministre n’était plus le même, et comme le caractère indépendant et l’amour de la patrie du poète ne pouvaient convenir aux nouveaux agents du pouvoir, la place de bibliothécaire fut supprimée.
Le duc d’Orléans, apprenant ce coup, lui offrit la place de bibliothécaire du Palais-Royal en lui écrivant : « Le tonnerre est tombé sur votre maison, je vous offre un appartement dans la mienne ». Casimir accepta avec reconnaissance. Le 15 décembre 1824, il acquiert une grande bâtisse blanche, construite une dizaine d’années auparavant, admirablement située sur une pente douce menant à la Seine, « La Madeleine », appartenant au général d’Empire Joseph de Brémond (1773-1852). Ce bien est chargé d’histoire, ayant appartenu au XIIe siècle au petit-fils de Richard de Vernon, Adjutor, par la suite saint Adjutor, patron des mariniers, fondateur d'un prieuré sur les ruines duquel le général de Brémond avait bâti sa demeure. Casimir Delavigne y venait souvent, soit pour travailler, soit pour se reposer. Scribe et son frère Germain, qui écrivaient ensemble, s’y installaient aussi de temps à autre pour écrire.
Sollicité pour entrer en politique, Casimir refuse les offres qui lui sont faites par la ville du Havre puis par la ville d’Évreux. Il estime en effet que l'activité littéraire exige qu'on s'y consacre tout entier.

#### L’École des vieillards
En 1825, il écrit L’École des vieillards, inspirée de la pièce d'Alberto Nota, Les Premiers pas vers le mal. Cette pièce révèle les progrès de l'auteur et un critique en 1825 peut écrire dans le Mercure de Londres : « Vu du côté moral, elle offre une leçon utile à la vieillesse, sans l’immoler à la risée publique, sans acheter d’applaudissements aux dépens d’un âge qu’on ne saurait trop respecter ». Une revue littéraire en 1834 la trouve cependant moins originale que les œuvres de Béranger ou Lamartine, mais lui accorde « un talent si pur et si étendu qu’il peut se prêter avec grand succès à l’innovation littéraire ». Une réconciliation a lieu avec les responsables du Théâtre-Français où L’École des vieillards attire un fidèle public. Après cette pièce, Casimir Delavigne est un homme célèbre que les jeunes poètes sont fiers de consulter.

#### L'Académie française (1825)
En 1825, l’Académie française ouvre ses portes au poète que le public du théâtre de l’Odéon semble avoir adopté, après deux tentatives infructueuses. La première fois, son rival était Mgr Frayssinous, évêque d’Hermopolis, la seconde, c'était l’archevêque de Paris, Mgr de Quélen. Sollicité par des amis pour une autre tentative, il repousse cette idée, disant : « Non, cette fois on m’opposerait le pape », mais il finit tenter sa chance au fauteuil du comte Ferrand. Il est élu par 27 voix sur 28. Par la suite, il ne participait que rarement aux réunions de la société des gens de lettres. Il y soutint la candidature de Lamartine contre celle de Victor Hugo.
À cette époque, le roi Charles X lui accorde une pension de 1 200 francs. Mais Casimir Delavigne la refuse, ainsi que la Légion d'honneur proposée par Alexandre de La Rochefoucauld au nom du roi, n’ayant semble-t-il pas confiance dans l’orientation politique du gouvernement mis en place. Il préfère rester indépendant d’un pouvoir qu’il pourrait être amené à combattre.

#### Le voyage en Italie
Sa santé compromise par son travail intense, les médecins ordonnent un voyage en Italie, pendant lequel il reçoit le témoignage de nombreux admirateurs. Après avoir passé trois mois à Naples et s'être refait une santé, il visite Rome et Venise, où il conçoit la tragédie Marino Faliero. Pendant ce séjour en Italie, il rédige aussi sept nouvelles Messéniennes. La première de Marino Faliero aura lieu au théâtre de la Porte-Saint-Martin le 30 mai 1829.
En 1826, il rencontre à Rome sa future épouse, Élise de Courtin, d’un an plus âgée que lui. Élevée au pensionnat d’Écouen chez Mme Campan, elle avait été remarquée par Napoléon Ier. Abandonnée par ses parents, elle avait voulu s’empoisonner. La reine Hortense, mère de Napoléon III, elle aussi ancienne élève d’Écouen, émue par la situation de cette orpheline, en avait fait sa protégée. La jeune fille était devenue sa lectrice et sa compagne préférée. Le mariage n'aura lieu qu'en 1830, après trois ans de correspondance assidue.
Dès son retour à Paris, il fait jouer une nouvelle œuvre, La Princesse Aurélie, spirituelle comédie qui ne connut qu’un bref succès.
Un jeune poète que Casimir avait encouragé, écrivit maladroitement, dans un hebdomadaire, un article satirique dirigé contre Charles X. Le nommé Fonta, arrêté et jugé, fut jeté en prison. Casimir qui avait blâmé la violence de l’article fut profondément affligé par la rigueur de la peine : cinq années de prison, enfermé, avec des escrocs et des voleurs. La libération de ce garçon, fut l’occasion d’une campagne et d’une demande de Casimir auprès du ministre de l’intérieur puis du préfet « Mariguin ». Il reçut un accueil sévère. Le préfet qui l’avait écouté lui dit : « Nous sommes forts, Monsieur, nous ne craignons rien, il faut que justice se fasse ». Malgré ses efforts il ne put rien obtenir.

### L'année 1830

#### L'hymne à la révolution de Juillet
Quelques mois plus tard, la Révolution de Juillet 1830 prouve combien était factice la force du régime de Charles X. Casimir Delavigne apprend la nouvelle alors qu'il se trouve à « la Madeleine » de Pressagny-l'Orgueilleux.
Rentré à Paris, il lui est demandé de composer un hymne à propos de cet événement. Il écrit donc les paroles de La Parisienne pour chanter la gloire de ses concitoyens morts pendant la Révolution de Juillet. Cette marche nationale, favorable à la Maison d'Orléans, comporte sept couplets avec le refrain suivant :
« En avant, marchons
Contre les canons ;
À travers le fer, le feu des bataillons,
Courons à la victoire. (bis) »
Il se rend à Neuilly chez le duc d’Orléans, son protecteur, devenu lieutenant général du Royaume en attendant de devenir le roi des Français, se précipitant ainsi au-devant de la réussite. Il fut d’ailleurs, toujours en excellent termes avec ses voisins de l’autre rive de la Seine, et souvent reçu aussi au château de Saint-Just qui, après avoir connu des propriétaires successifs (le chevalier Suchet, puis son frère le maréchal duc d’Albuféra) en 1831, devint le domaine d’un monsieur Lopez avec qui il sympathisa.[pas clair]
La Révolution de 1830 accomplie, Casimir reprend sa tragédie Louis XI, interrompue depuis la mort de l’acteur Talma en 1826. Selon certains critiques, c'est le chef-d’œuvre de Casimir Delavigne, tant les portraits des personnages sont nuancés et fidèles aux mœurs du temps. La première représentation a lieu le 11 février 1832. Mais le public n'est plus réceptif à ce genre d’œuvres théâtrales. Victor Hugo qui a triomphé avec Hernani supplante Casimir dans le cœur des Français. Pourtant sa tragédie Louis XI, après l’épidémie de choléra que connut Paris, connaît un nouveau succès.[pas clair]

#### Le mariage
Le 10 novembre 1830, Casimir Delavigne épouse Élisa de Courtin, nièce de Pierre Henri Philibert.
Son frère Germain épouse le même jour Mademoiselle Letourneur.
Les mariages ont lieu à minuit à l’église Saint-Vincent-de-Paul.
« Nous nous marions tous deux jeudi soir, dirent-ils au roi.
– Ah !
– À la même heure.
– Ah !
– Dans la même église.
– Ah ! Et avec la même femme ? »
Elise devait bientôt lui donner un fils, ce qui rendit son bonheur complet. Ce fut une joie pour la reine Hortense que cette union de sa fille d’adoption avec le poète pour lequel elle avait tant de sympathie.
En 1832, Germain obtient les postes de conservateur du Mobilier de la couronne et de directeur des Menus Plaisirs du roi. Cette promotion lui permit d’installer toute la famille au no 2 de la rue Bergère.
Casimir, de retour à la Madeleine en compagnie d’Élise, qui lui avait donné un fils dont l’existence est souvent évoquée dans ses tendres soucis, y travaillait abondamment. Il avait fait planter un marronnier qui reflétait pour lui les préoccupations de son épouse au travers de son feuillage plus ou moins fourni au cours des saisons.

#### L'hymne à l'insurrection polonaise de 1830-1831
Fin 1830 ou début 1831, Casimir Delavigne écrit La Varsovienne, un chant en l'honneur de l'insurrection du royaume de Pologne qui a débuté le 29 novembre 1830. Mis en musique par Auber, La Varsovienne est chantée en public le 1er mars à l'Opéra par Adolphe Nourrit et connaît un grand succès chez les nombreux partisans des insurgés.
Le texte de Casimir Delavigne (huit couplets) est très vite traduit en polonais (Warszawianka) par Karol Sienkiewicz (frère du grand-père de Henryk Sienkiewicz), et chanté à Varsovie au Théâtre National le 5 avril.
Le titre sera repris à la fin du siècle pour un autre chant révolutionnaire polonais.

### La période de la monarchie de Juillet

#### Une fortune littéraire en déclin
Il travaille à cette époque sur une pièce Les Enfants d’Édouard inspirée de Shakespeare. Le matin de la première, le 18 mai 1833, la pièce fait l’objet d’une interdiction. Il est mal reçu par le ministre de l’Intérieur, Adolphe Thiers, mais, après une courte discussion devant le roi, l’interdiction est levée. Louis-Philippe le félicite ensuite par un court billet commençant ainsi : « J’apprends avec grand plaisir, mon cher Casimir, le succès de votre pièce et je ne veux pas me coucher sans vous avoir fait mon compliment… ».
Vers 1835, la maladie du foie soignée au cours du voyage en Italie, recommence à le tourmenter par de violentes douleurs. Les médecins ne jugent cependant pas ce mal comme pouvant nuire à sa vitalité. C'est au milieu de douleurs presque continuelles qu’il écrit Don Juan d’Autriche, comédie pleine de verve, dont la première eut lieu le 17 octobre 1835. Six mois plus tard, le 19 avril 1836, il fait jouer un acte en vers : Une famille au temps de Luther qui n'a pas beaucoup de succès.
Il entreprend alors une autre pièce, La Popularité, comédie de mœurs en cinq actes et en vers. Après plusieurs retards, la pièce est jouée le 1er décembre 1838, mais ne fait que de maigres recettes ; le public semble las de Casimir Delavigne.
Le 20 janvier 1839 paraît une nouvelle tragédie, La Fille du Cidqui n'a pas non plus beaucoup de succès.

#### La vente du château de La Madeleine (1839)
C’est à la fin de cette période douloureuse qu'à la fin de l'été 1839, il doit vendre avec regret le château de La Madeleine, vendue 90 750 francs à Antoine René de Perier. Le poète écrit alors :
« Adieu Madeleine chérie,
Qui te réfléchis dans les eaux,
Adieu ma fraîche Madeleine !
Madeleine, adieu pour jamais !
Je pars, il le faut, je cède ;
Mais le cœur me saigne en partant. »
Le poème complet comporte 11 strophes de 8 vers. Il a probablement été rédigé au château de Saint-Just, chez son ami Lopez. Les deux façades de ces demeures sont en vis-à-vis : la Madeleine sur la rive droite de la Seine et Saint-Just sur la rive gauche.

#### Les dernières années
Il rentre à Paris pour y suivre l’éducation du fils qui lui était né 9 ans auparavant, et surtout en raison de sa ruine.
À cette époque, une descendante de Pierre Corneille vient solliciter un prêt de 500 francs, somme dont Casimir ne dispose pas. Il ne put que la rassurer et l’adresser sur-le-champ au duc d’Orléans, « Ce prince universellement aimé et dont la disparition fut une calamité publique », écrivit son frère Germain. Le jour même, la somme demandée fut accordée. Mais ce devait être sa dernière intervention et bonne action.
Sa santé déjà altérée continue à décliner, malgré les soins du docteur Horteloup. Il travaille sur une tragédie dans laquelle il semble pressentir sa mort. Il écrit : « Mes jours sont pleins, et bons à moissonner. Dieu qui me les compta pouvant moins m’en donner : les reprendre est son droit… »
Depuis qu’il a vendu « la Madeleine », il passe l'été à Paris jusqu'à ce que Scribe, son ami de toujours, lui offre en 1843 de séjourner pendant trois mois dans sa maison de Saint-Jean-Lespinasse dans le Lot.
Revenu à Paris, il décide de repartir sous un climat plus doux dans le midi. Il quitte Paris le 2 décembre 1843 et réussit à atteindre Lyon où il est obligé, vu son état de fatigue, de s’arrêter. Il meurt le 11 décembre à neuf heures du soir, alors que son épouse lui fait la lecture.
Au moment de sa mort, sa tragédie Mélusine reste inachevée, il n'en a écrit que quatre actes.
Ses funérailles à Paris sont suivies par beaucoup de gens de toutes conditions. Victor Hugo prononce au nom de l’Académie française l'éloge funèbre de celui qui y a été élu le plus jeune (35 ans).

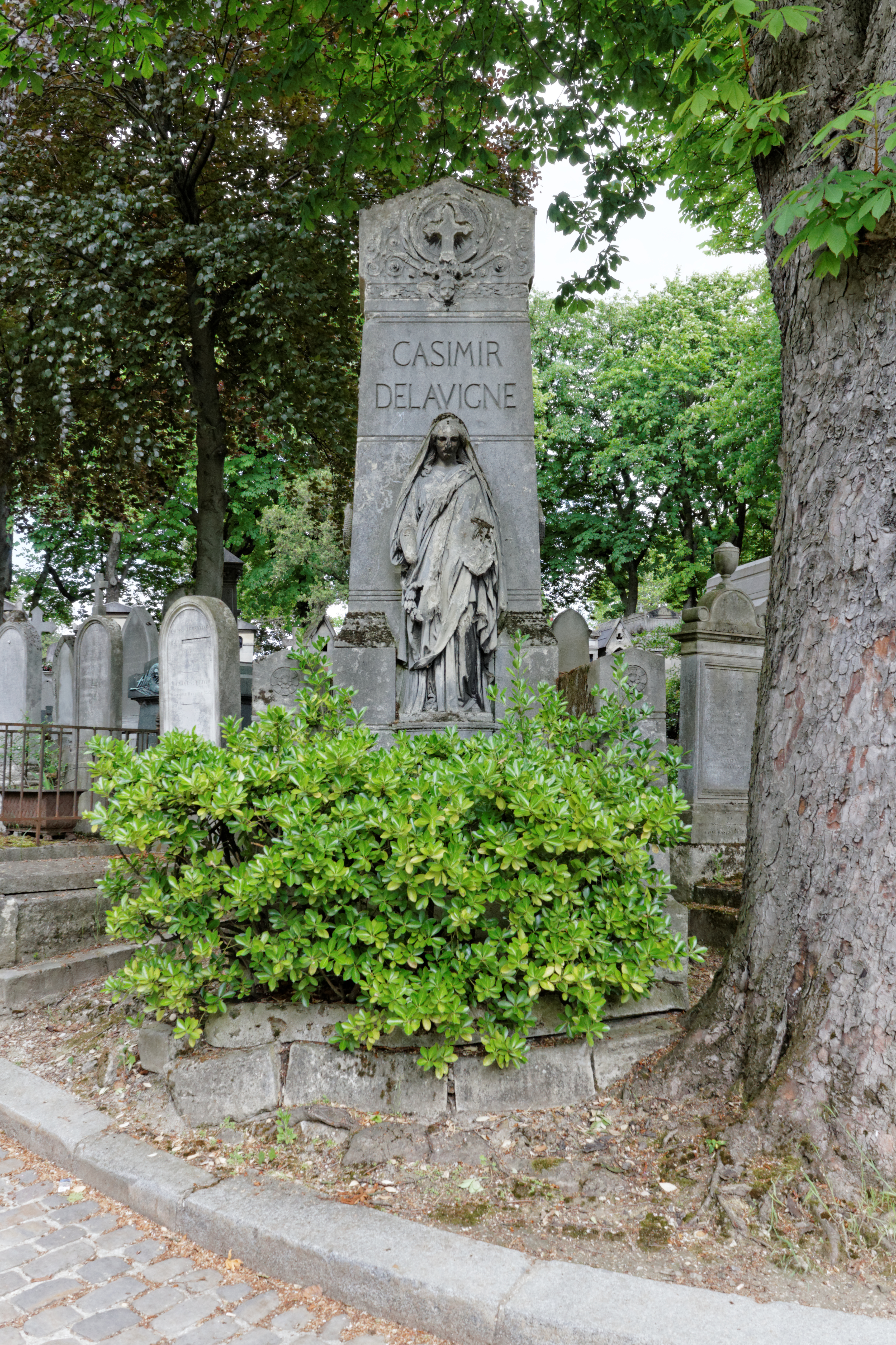
Sépulture de Casimir Delavigne à Paris au cimetière du Père-Lachaise.

Il est inhumé à Paris au cimetière du Père-Lachaise (division 49).

## Postérité

### Jugements sur Casimir Delavigne
Telle fut la gloire passagère d’un poète, considéré en son propre temps comme insurpassé et insurpassable, oublié aujourd’hui des publications littéraires et dont seule subsiste la Vaccine et la courte magnificence d’une bâtisse bourgeoise à Pressagny-l'Orgueilleux.
Balzac l'admirait éperdument et puisait son inspiration dans Les Vêpres Siciliennes à une époque où il n'était pas encore connu. Dans Illusions perdues (1836-1843), Les Petits Bourgeois (1855), Les Employés ou la Femme supérieure (1838), Casimir Delavigne est abondamment cité comme un génie.
Flaubert, au contraire, l'appelle « un médiocre monsieur […] qui épiait le goût du jour et s'y conformait, conciliant tous les partis et n'en satisfaisant aucun, un bourgeois s'il en fut, un Louis-Philippe en littérature. » Il lui reproche surtout la forme de son évolution littéraire, qui prouve, selon lui, que Casimir Delavigne « s'est toujours traîné à la remorque de l'opinion ».

### Hommages
Le roi Louis-Philippe a fait placer son portrait et son buste dans la Galerie de Versailles.
Le Havre, sa ville natale, décida qu’un de ses quais porterait son nom et qu’une statue serait élevée sur une place de la ville. Elle y fut érigée, avenue du général Archinard. Épargnée par les fléaux de la dernière guerre elle se dresse actuellement en compagnie d’un autre illustre enfant du Havre : Bernardin de Saint-Pierre (1737-1814) au pied du bel escalier de pierre du Palais de Justice, aux côtés de deux lions débonnaires. La ville du Havre sauvait ainsi ces deux célébrités de l’oubli. En cette même année 1843, messieurs les sociétaires de la Comédie-Française (qui avait succédé au Théâtre-Français), arrêtèrent en assemblée générale, que le buste de Casimir Delavigne serait placé dans leur foyer au milieu des portraits de tous les grands hommes qui ont illustré ce théâtre.
Depuis 1864, l'ancienne rue Voltaire, dans le 6e arrondissement de Paris, porte le nom de rue Casimir-Delavigne.
Sur les remparts de Varsovie, en face du château royal, une plaque commémorative de Casimir Delavigne a été posée en 1981 portant le texte suivant : « 1831-1981. Pour le 150e anniversaire de La Varsovienne, écrite à la gloire de l’insurrection de Novembre [1831] par le poète français Casimir Delavigne. Association d’amitié Pologne-France. »

## Publications (liste non exhaustive)

### Théâtre
- Les Vêpres siciliennes, tragédie en cinq actes, 1820

- Les Comédiens, comédie
- Le Paria, 1821, servira de livret à Domenico Gilardoni pour l'opéra de Gaetano Donizetti et à Jan Chęciński pour l'opéra de Stanisław Moniuszko
- L’École des vieillards, 1823
- Marino Faliero, 1829Servira de livret à Giovanni Bidera pour l’opéra éponyme de Gaetano Donizetti.
- Don Juan d'Austriche, 1835Servira de livret à Jacob Levi Montefiore (en) pour l'opéra Don John of Austria d'Isaac Nathan (1847) ; servira aussi de livret à Carlo d'Ormeville pour l’opéra Don Giovanni d'Austria de Filippo Marchetti (1880).

- Les Messéniennes, 1818

- Louis XI, tragédie en cinq actes  (Théâtre-Français, 11 février 1832).

### Musique
- Georges Bizet, Vous ne riez pas, sur une poésie de Casimir Delavigne
- La nonne sanglante, opéra en cinq actes de Charles Gounod, en collaboration avec Eugène Scribe, création le 18 octobre 1854.
- La nonne sanglante, opéra inachevé de Hector Berlioz
- Charles VI, opéra en cinq actes, musique de Fromental Halévy, en collaboration avec son frère Germain (1843)

### Divers
- Œuvres complètes, 1836, nouvelle édition revue et corrigée avec œuvres posthumes Derniers chants, Poëmes et Ballade sur l'Italie, Paris, Didier libraire-éditeur, 1855.
- Chants populaires, Discours, Épîtres, Études sur l’antiquité, Poésies de jeunesse

## Pour approfondir